# حارة بن شلال (المنصورة)
حارة بن شلال هي إحدى حارات حي تلال شمسان الواقع بمديرية المنصورة التابعة لمحافظة عدن، بلغ تعداد سكانها 4955 نسمة حسب تعداد اليمن لعام 2004.